# 第四紀
| 累代        | 代     | 紀       | 世     | 期                   | 基底年代 Mya |
| ----------- | ------ | -------- | ------ | -------------------- | ------------ |
| 顕生代      | 新生代 | 第四紀   | 完新世 | メガラヤン           | 0.0042       |
| 顕生代      | 新生代 | 第四紀   | 完新世 | ノースグリッピアン   | 0.0082       |
| 顕生代      | 新生代 | 第四紀   | 完新世 | グリーンランディアン | 0.0117       |
| 顕生代      | 新生代 | 第四紀   | 更新世 | 後期更新世           | 0.129        |
| 顕生代      | 新生代 | 第四紀   | 更新世 | チバニアン           | 0.774        |
| 顕生代      | 新生代 | 第四紀   | 更新世 | カラブリアン         | 1.8          |
| 顕生代      | 新生代 | 第四紀   | 更新世 | ジェラシアン         | 2.58         |
| 顕生代      | 新生代 | 新第三紀 | 鮮新世 | ピアセンジアン       | 3.6          |
| 顕生代      | 新生代 | 新第三紀 | 鮮新世 | ザンクリアン         | 5.333        |
| 顕生代      | 新生代 | 新第三紀 | 中新世 | メッシニアン         | 7.246        |
| 顕生代      | 新生代 | 新第三紀 | 中新世 | トートニアン         | 11.63        |
| 顕生代      | 新生代 | 新第三紀 | 中新世 | サーラバリアン       | 13.82        |
| 顕生代      | 新生代 | 新第三紀 | 中新世 | ランギアン           | 15.97        |
| 顕生代      | 新生代 | 新第三紀 | 中新世 | バーディガリアン     | 20.44        |
| 顕生代      | 新生代 | 新第三紀 | 中新世 | アキタニアン         | 23.03        |
| 顕生代      | 新生代 | 古第三紀 | 漸新世 | チャッティアン       | 27.82        |
| 顕生代      | 新生代 | 古第三紀 | 漸新世 | ルペリアン           | 33.9         |
| 顕生代      | 新生代 | 古第三紀 | 始新世 | プリアボニアン       | 37.8         |
| 顕生代      | 新生代 | 古第三紀 | 始新世 | バートニアン         | 41.2         |
| 顕生代      | 新生代 | 古第三紀 | 始新世 | ルテシアン           | 47.8         |
| 顕生代      | 新生代 | 古第三紀 | 始新世 | ヤプレシアン         | 56           |
| 顕生代      | 新生代 | 古第三紀 | 暁新世 | サネティアン         | 59.2         |
| 顕生代      | 新生代 | 古第三紀 | 暁新世 | セランディアン       | 61.6         |
| 顕生代      | 新生代 | 古第三紀 | 暁新世 | ダニアン             | 66           |
| 顕生代      | 中生代 | 中生代   | 中生代 |                      | 251.902      |
| 顕生代      | 古生代 | 古生代   | 古生代 |                      | 541          |
| 原生代      | 原生代 | 原生代   | 原生代 |                      | 2500         |
| 太古代      | 太古代 | 太古代   | 太古代 |                      | 4000         |
| 冥王代      | 冥王代 | 冥王代   | 冥王代 |                      | 4600         |
| 1. 2. 3. 4. |        |          |        |                      |              |

第四紀（だいよんき、Quaternary period）は、258万8000年前から現在までにあたる地質時代の一つ。完新世・更新世の2つの世に区分される。
他の地質時代が生物相の大幅な変化（特に大量絶滅）を境界として定られたのに対し、第四紀は人類の時代という意味で決められた。したがって、古人類学の進展に伴い次々に古い原人が発見されるとともに第四紀の始まる年代も変化していった。現在ではヒト属の出現を基準とし、地質層序や気候変動を併用して決定している。
第四紀より古い地層はかつて三紀層と呼称されていたが、今では古第三紀・新第三紀に分かれている（#語源）。

## 語源
かつて、地質時代を大きく第一紀 (Primary)、第二紀 (Secondary)、第三紀、第四紀に分けたことに由来している。これらのうち第四紀のみが、現在も公式の名称となっている（第三紀は古第三紀と新第三紀に分割された）。

## 範囲
国際地質科学連合 (IUGS) は2009年に地質年代の区分方法を改めた。日本地質学会や日本第四紀学会や日本学術会議地球惑星科学委員会などはこれに準じて2010年に定義を改定している。
従前は「第三紀」と言って古第三紀と新第三紀の総称としてきたが、これを廃し、正式な用語としては「第三紀」「第三系」の術語を用いないことになった。また従前は新第三紀鮮新世に属していたジェラシアン（約258.8万年前〜約180.6万年前）が第四紀更新世に属することになった。
これによりかつては181万年前以降を「第四紀」としていたが、約80万年さかのぼり、「第四紀」は258.8万年前から始まることになった。
地球史46億年のうちでは短期間であるが、地球史の現代にあたり、近未来に続いてゆく時期である。

## 特徴

### 生物
- 人類の進化と繁栄の時代。
- 更新世末に、大規模な絶滅が起こった。

- - マンモスなど。
  - その他北米ではウマ、ラクダ、チーターなども絶滅している。

### 気候
- 北半球高緯度の地域に、大陸並の規模の氷河が分布している。
- 氷期と間氷期を繰り返している（氷河時代の年表 § 第四紀の氷期/間氷期サイクルの命名体系も参照）。
- 4万年周期での気候変動が卓越している。

## 新第三紀との併合問題
2004年の国際地質科学連合 (IUGS) において、第四紀を新第三紀に併合し新生代をPaleogeneとNeogene（新第三紀＋第四紀）の2つに区分する提案がなされたが、同年の万国地質学会 (IGC) では批准されず、国際第四紀学連合 (INQUA) もこの提案に反対した。これを受けてIUGS内の国際層序委員会 (ICS) とINQUAのタスクフォースが設置され、結論として、
- 第四紀の存続
- 第四紀の始まりを260万年前とする

ことが提案された。これは2008年のIUGS大会で投票され、2009年6月に新しい定義が批准された。
これにより、ジェラシアン階の基底の年代である2.588 Maが第四紀と新第三紀の境界と定められた。